# サム・ニコルソン
サム・ニコルソン（Sam Nicholson 、1995年1月20日 - ）は、スコットランド出身のプロサッカー選手。マザーウェルFC所属。ポジションはFW。

## 経歴
12歳で地元クラブであるハート・オブ・ミドロシアンFCのアカデミーに入団。2013年8月31日、リーグ戦のインヴァネス・カレドニアン・シッスルFC戦で途中出場し念願のトップチームデビューを果たした。2014年1月18日のセント・ジョンストンFC戦でプロ初ゴール。
2017年6月28日、7月10日付でミネソタ・ユナイテッドFCに移籍することが発表された。
2018年5月1日、エリック・ミラーとのトレードでコロラド・ラピッズに移籍。
2020年7月22日、マザーウェルFCに移籍。
2022年6月17日、コロラド・ラピッズに2年半契約で復帰。
2024年1月23日、マザーウェルFCに移籍。

## タイトル
ハート・オブ・ミドロシアンFC
- スコティッシュ・チャンピオンシップ: 2014–15[8]